# Осадче
Оса́дче — село в Україні, у Синельниківському районі Дніпропетровської області. Входить до складу Брагинівської сільської громади. Населення становить 392 особи.

## Географія
Село Осадче знаходиться за 4,5 км від правого берега річки Самара, на відстані 1 км від села Водяне. У селі бере початок балка Вишнева.

## Історія
- Вважається, що село було засноване в 1908 році як хутір Писемний, який з часом отримав назву село Осадче.
- 7 (20) листопада 1917 року, відповідно до Третього Універсалу Української Центральної Ради, увійшов до складу Української Народної Республіки[1].
- До 2020 року орган місцевого самоврядування — Осадченська сільська рада.
- 12 червня 2020 року, відповідно до розпорядження Кабінету Міністрів України № 709-р від «Про визначення адміністративних центрів та затвердження територій територіальних громад Дніпропетровської області», увійшло до складу Брагинівської сільської громади[2].
- 19 липня 2020 року, в результаті адміністративно-територіальної реформи та ліквідації  Петропавлівського району, село увійшло до складу новоутвореного Синельниківського району[3].

## Населення

### Мова
Розподіл населення за рідною мовою за даними перепису 2001 року:
| Мова            | Відсоток |
| --------------- | -------- |
| українська      | 42,9 %   |
| російська       | 54,8 %   |
| інші/не вказали | 2,3 %    |

## Економіка
- ТОВ «Колос».

## Об'єкти соціальної сфери
- Школа.
- Дитячий садочок.
- Фельдшерсько-акушерський пункт.
- Будинок культури.